# Марија Тонковић
Марија Тонковић (Ријека, 23. новембар 1959) некадашња је југословенска и српска кошаркашица. Играла је у каријери за ЖКК Вождовац. Учествовала је на Летњим олимпијским играма 1980, када су југословенске кошаркашице заузеле треће место.
Поред медаље на олимпијским играма, са репрезентацијом Југославије освојила је још једну бронзану медаљу на Европском првенству у Бањалуци 1980. године.
После играчке каријере била је професор физичке културе, а хоби јој је сликање.

## Успеси

### Репрезентативни
- Бронзане медаље

Олимпијске игре 1980. Москва
Европско првенство 1980. Бања Лука